# 笠置峠古墳
笠置峠古墳（かさぎとうげこふん）は、愛媛県西予市宇和町岩木・八幡浜市釜倉にある古墳。形状は前方後円墳。史跡指定はされていない。

## 概要

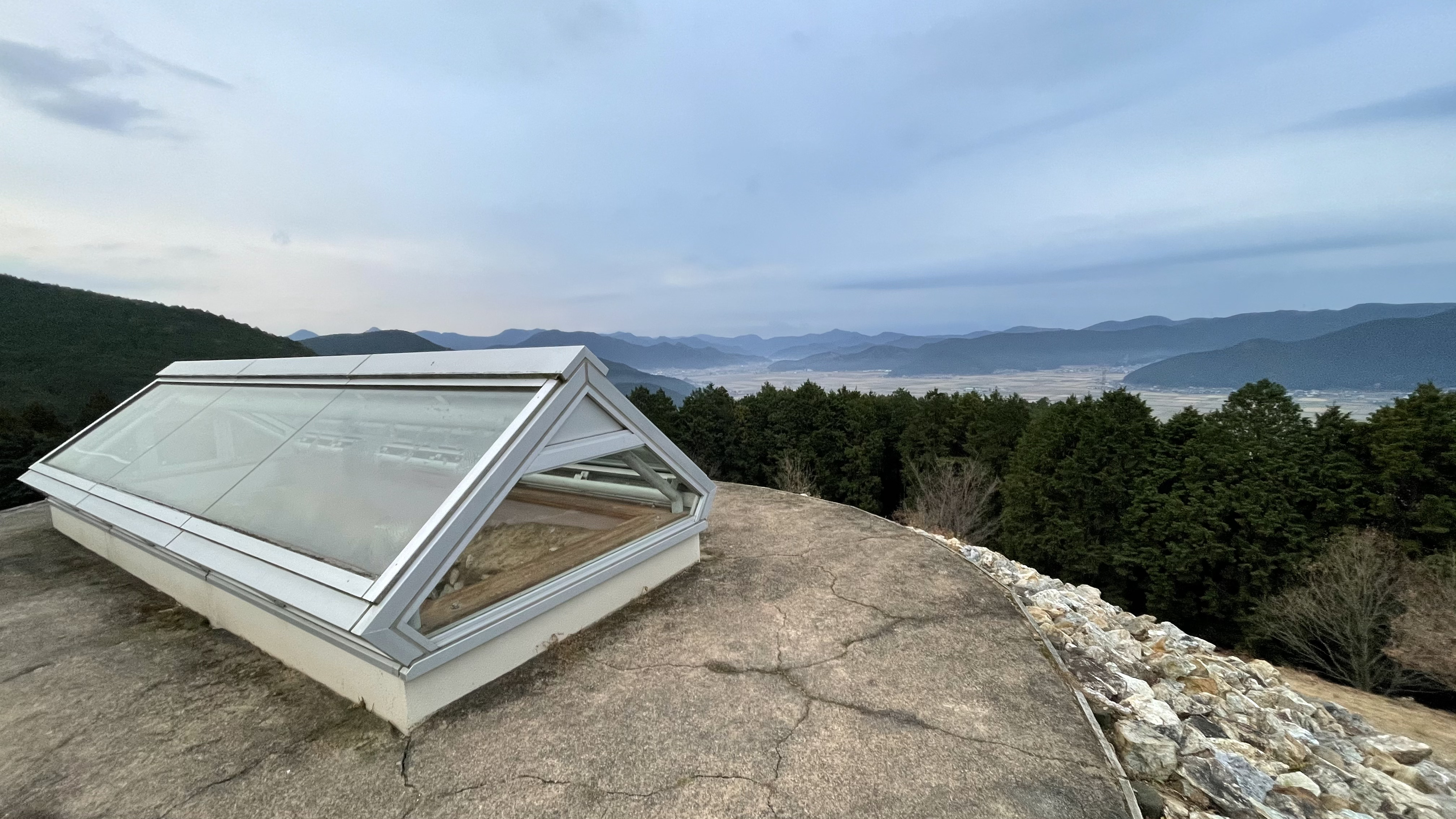
後円部墳頂から宇和盆地を望む

愛媛県南西部、宇和盆地を望む高地（標高400メートル）上に築造された、四国地方で最西端の前方後円墳である。付近には八幡浜街道笠置峠越（国の史跡）が通る。1997-2004年（平成9-16年）に旧宇和町（現在の西予市）・愛媛大学考古学研究室による発掘調査が実施されたほか、2008年（平成20年）までに史跡整備が実施されている。
墳形は前方後円形で、東西方向を墳丘主軸とし、前方部を西方向に向ける。墳丘は2段築成で、墳丘長は45メートルを測る。後円部は楕円形で長軸30メートル、前方部は未発達で前方へと狭まり、全体としては左右非対称の「しゃもじ」形をとる。後円部上段および前方部前面は葺石で覆われるほか、墳丘裾部には部分的に石列が巡らされる。埋葬施設は竪穴式石室（竪穴式石槨）で、東方向を頭位とし、長さ4.6メートル・幅0.5-0.6メートル・高さ0.7メートルを測る。石室内外からは土師質高坏片および鉄製品（槍・鍬・鋤先・直刃鎌・袋状斧・錐など）が出土している。築造時期は古墳時代前期前半の4世紀前半（または4世紀初頭）頃と推定される。西南四国では最古級の古墳として重要視される古墳になる。
現在では、史跡整備のうえで石室は現地で公開されている。なお、笠置峠の南斜面では南予唯一の方墳である東大谷古墳が所在する。

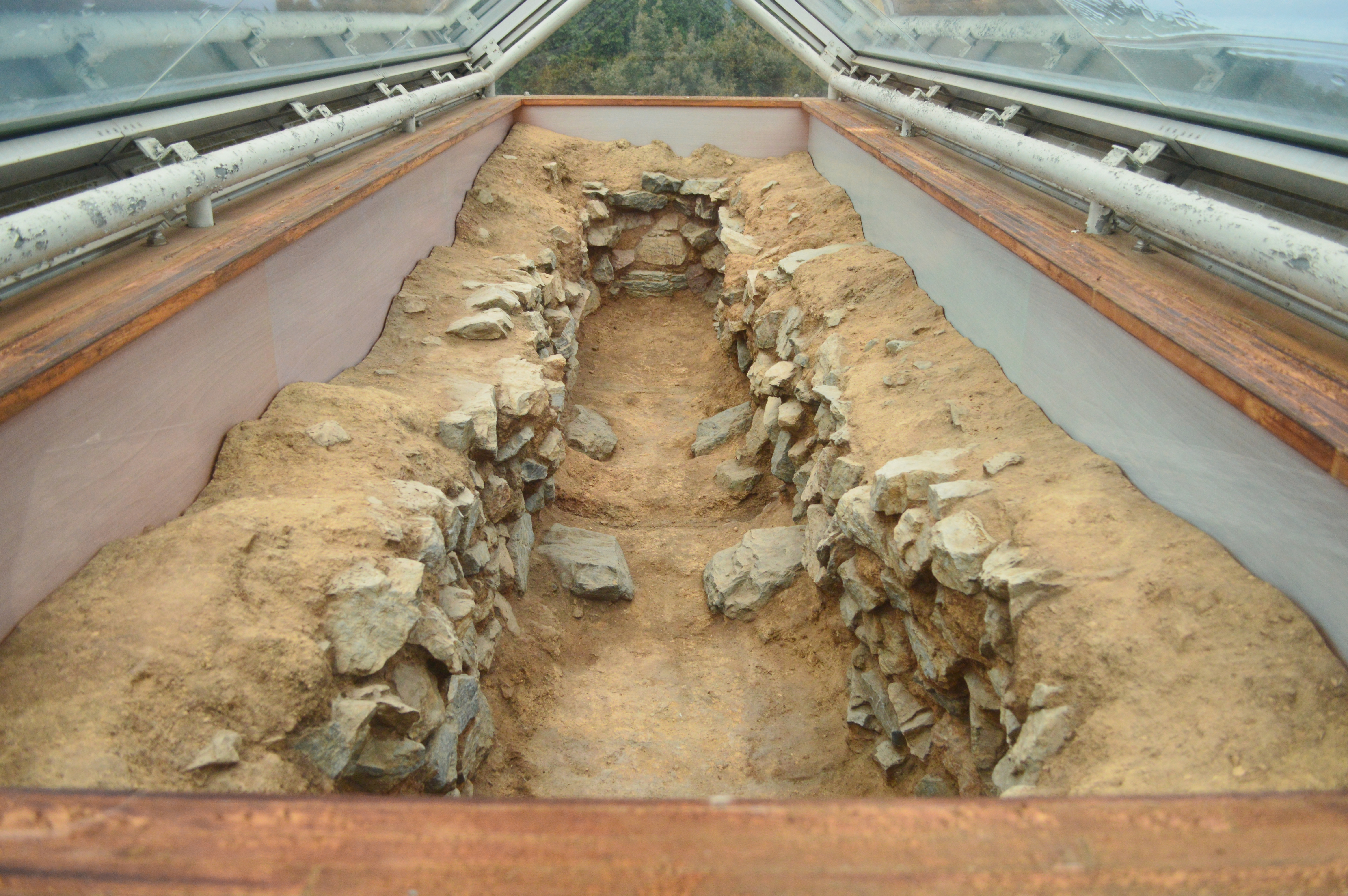
後円部の竪穴式石室
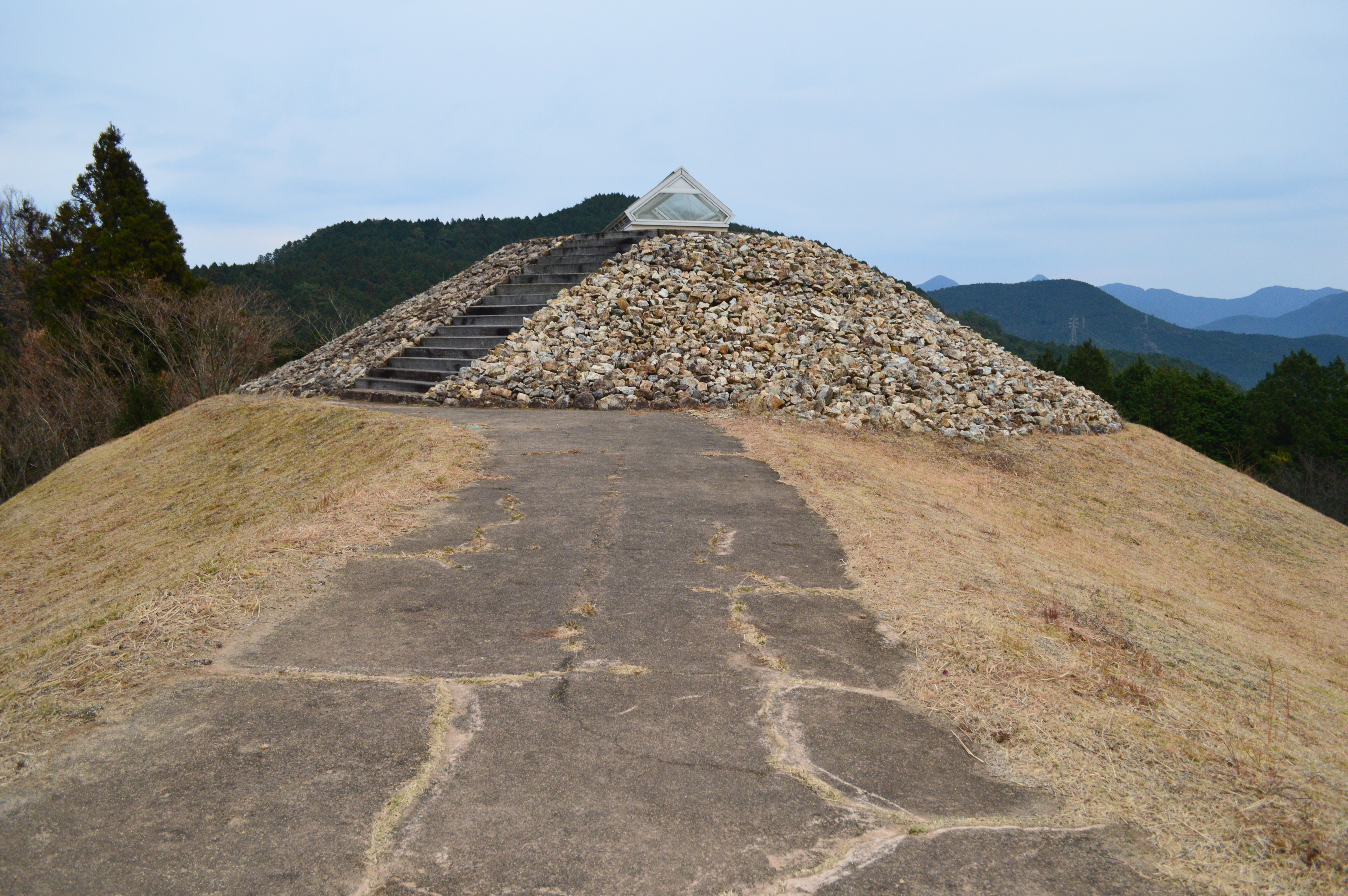
前方部から後円部を望む
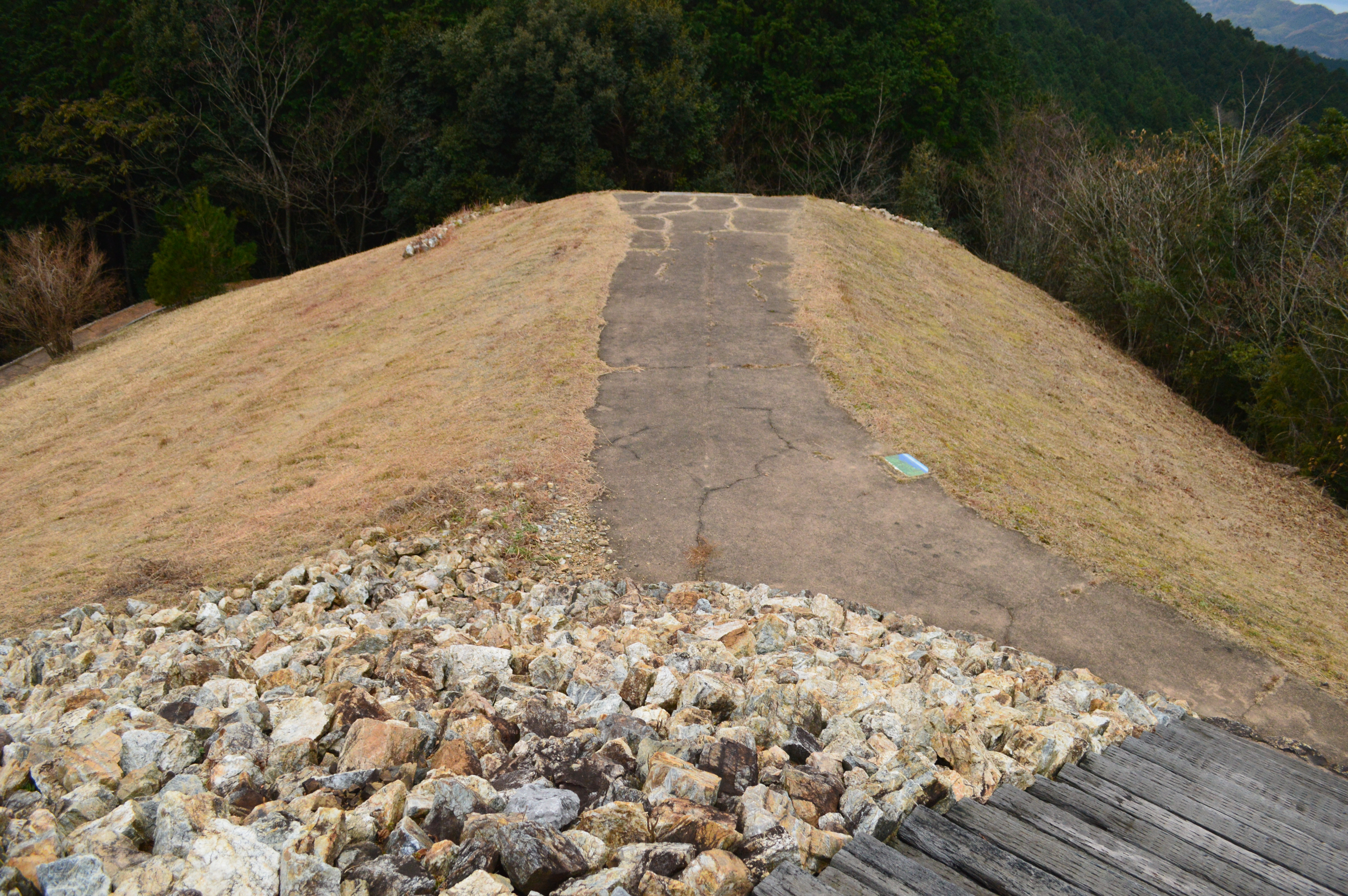
後円部から前方部を望む

## 関連文献
（記事執筆に使用していない関連文献）
- 愛媛大学法文学部考古学研究室編 編『笠置峠古墳（西予市埋蔵文化財調査報告書 第10集）』愛媛県西予市教育委員会、2017年。